# Kuurne-Bruxelles-Kuurne 2024
Kuurne-Bruxelles-Kuurne 2024 var den 76. udgave af det belgiske cykelløb Kuurne-Bruxelles-Kuurne. Det 196,4 km lange linjeløb blev kørt den 25. februar 2024 med start i Kortrijk og mål i Kuurne i Vestflandern. Løbet var en del af UCI ProSeries 2024.
Løbet blev vundet af belgiske Wout van Aert fra Team Visma  |  Lease a Bike.

## Resultater
| \| Samlede stilling \| Samlede stilling \| Samlede stilling \| Samlede stilling \| Samlede stilling \| \| Rytter \| Rytter \| Hold \| Tid \| \| \| ---------------- \| ------------------ \| -------------------------- \| ---------------- \| ---------------- \| \| 1. \| Wout van Aert \| Team Visma \\| Lease a Bike \| 4t 21' 01" \| \| \| 2. \| Tim Wellens \| UAE Team Emirates \| + 0" \| \| \| 3. \| Oier Lazkano \| Movistar Team \| + 0" \| \| \| 4. \| Christophe Laporte \| Team Visma \\| Lease a Bike \| + 1' 23" \| \| \| 5. \| Nils Eekhoff \| Team dsm-firmenich PostNL \| + 1' 23" \| \| \| 6. \| Émilien Jeannière \| TotalEnergies \| + 1' 23" \| \| \| 7. \| Luke Lamperti \| Soudal Quick-Step \| + 1' 23" \| \| \| 8. \| Lionel Taminiaux \| Lotto Dstny \| + 1' 23" \| \| \| 9. \| Marius Mayrhofer \| Tudor Pro Cycling Team \| + 1' 23" \| \| \| 10. \| Jasper Stuyven \| Lidl-Trek \| + 1' 23" \| \| |                    |                            |            |
| |                    |                            |            |
| Kilde: ProCyclingStats |                    |                            |            |
| Samlede stilling |                    |                            |            |
| Rytter | Rytter             | Hold                       | Tid        |
| 1. | Wout van Aert      | Team Visma \| Lease a Bike | 4t 21' 01" |
| 2. | Tim Wellens        | UAE Team Emirates          | + 0"       |
| 3. | Oier Lazkano       | Movistar Team              | + 0"       |
| 4. | Christophe Laporte | Team Visma \| Lease a Bike | + 1' 23"   |
| 5. | Nils Eekhoff       | Team dsm-firmenich PostNL  | + 1' 23"   |
| 6. | Émilien Jeannière  | TotalEnergies              | + 1' 23"   |
| 7. | Luke Lamperti      | Soudal Quick-Step          | + 1' 23"   |
| 8. | Lionel Taminiaux   | Lotto Dstny                | + 1' 23"   |
| 9. | Marius Mayrhofer   | Tudor Pro Cycling Team     | + 1' 23"   |
| 10. | Jasper Stuyven     | Lidl-Trek                  | + 1' 23"   |

## Hold og ryttere
| UCI WorldTeams (17)- Alpecin-Deceuninck - Arkéa-B&B Hotels - Astana Qazaqstan Team - Bahrain Victorious - Bora-Hansgrohe - Cofidis - Decathlon-AG2R La Mondiale - Groupama-FDJ - Ineos Grenadiers - Intermarché-Wanty - Lidl-Trek - Movistar Team - Soudal Quick-Step - Team dsm-firmenich PostNL - Team Jayco AlUla - Team Visma \| Lease a Bike - UAE Team Emirates UCI ProTeams (8)- Bingoal WB - Israel-Premier Tech - Lotto Dstny - Q36.5 Pro Cycling Team - Team Flanders-Baloise - TotalEnergies - Tudor Pro Cycling Team - Uno-X Mobility |
| |

### Danske ryttere
| Danske ryttere på startlisten |                         |                                 |           |
| Rygnummer                     | Rytter                  | Hold                            | Placering |
| 12                            | Kasper Asgreen          | Soudal Quick-Step               | 88        |
| 16                            | Casper Pedersen         | Soudal Quick-Step               | 58        |
| 56                            | Rasmus Søjberg Pedersen | Decathlon AG2R La Mondiale Team | DNF       |
| 83                            | Søren Kragh Andersen    | Alpecin-Deceuninck              | 94        |
| 173                           | Christopher Juul-Jensen | Team Jayco AlUla                | 99        |
| 185                           | Mathias Norsgaard       | Movistar Team                   | 45        |
| 214                           | William Blume Levy      | Uno-X Mobility                  | 70        |
| 216                           | Louis Bendixen          | Uno-X Mobility                  | DNF       |

* DNF = gennemførte ikke

### Startliste
| Team Visma \| Lease a Bike TVL | Team Visma \| Lease a Bike TVL      | Team Visma \| Lease a Bike TVL |
| ------------------------------ | ----------------------------------- | ------------------------------ |
| Nr.                            | Rytter                              | Placering                      |
| 1                              | Tiesj Benoot (BEL)                  | DNF                            |
| 2                              | Wout van Aert (BEL)                 | 1.                             |
| 3                              | Dylan van Baarle (NED) (landevej)   | 47.                            |
| 4                              | Matteo Jorgenson (USA)              | 66.                            |
| 5                              | Christophe Laporte (FRA) (landevej) | 4.                             |
| 6                              | Jan Tratnik (SLO)                   | 112.                           |
| 7                              | Per Strand Hagenes (NOR)            | 64.                            |

| Soudal Quick-Step SOQ | Soudal Quick-Step SOQ    | Soudal Quick-Step SOQ |
| --------------------- | ------------------------ | --------------------- |
| Nr.                   | Rytter                   | Placering             |
| 11                    | Julian Alaphilippe (FRA) | 111.                  |
| 12                    | Kasper Asgreen (DEN)     | 88.                   |
| 13                    | Josef Černý (CZE)        | DNF                   |
| 14                    | Yves Lampaert (BEL)      | 27.                   |
| 15                    | Luke Lamperti (USA)      | 7.                    |
| 16                    | Casper Pedersen (DEN)    | 58.                   |
| 17                    | Martin Svrček (SVK)      | DNF                   |

| Lidl-Trek LTK | Lidl-Trek LTK                  | Lidl-Trek LTK |
| ------------- | ------------------------------ | ------------- |
| Nr.           | Rytter                         | Placering     |
| 21            | Jasper Stuyven (BEL)           | 10.           |
| 22            | Daan Hoole (NED)               | DNF           |
| 23            | Alex Kirsch (LUX) (landevej)   | 15.           |
| 24            | Toms Skujiņš (LAT)             | 17.           |
| 25            | Jonathan Milan (ITA)           | DNS           |
| 26            | Edward Theuns (BEL)            | DNF           |
| 27            | Mathias Vacek (CZE) (landevej) | 110.          |

| Bora-Hansgrohe BOH | Bora-Hansgrohe BOH     | Bora-Hansgrohe BOH |
| ------------------ | ---------------------- | ------------------ |
| Nr.                | Rytter                 | Placering          |
| 31                 | Bob Jungels (LUX)      | 98.                |
| 32                 | Marco Haller (AUT)     | 72.                |
| 33                 | Emil Herzog (GER)      | DNF                |
| 34                 | Jonas Koch (GER)       | 71.                |
| 35                 | Luis-Joe Lührs (GER)   | DNF                |
| 36                 | Jordi Meeus (BEL)      | 12.                |
| 37                 | Cesare Benedetti (POL) | 82.                |

| Arkéa-B&B Hotels ARK | Arkéa-B&B Hotels ARK  | Arkéa-B&B Hotels ARK |
| -------------------- | --------------------- | -------------------- |
| Nr.                  | Rytter                | Placering            |
| 41                   | Arnaud Démare (FRA)   | 44.                  |
| 42                   | Luca Mozzato (ITA)    | 84.                  |
| 43                   | Mathis Le Berre (FRA) | 114.                 |
| 44                   | Donavan Grondin (FRA) | 83.                  |
| 45                   | Łukasz Owsian (POL)   | 50.                  |
| 46                   | Alan Riou (FRA)       | DNF                  |
| 47                   | Miles Scotson (AUS)   | 56.                  |

| Decathlon-AG2R La Mondiale DAT | Decathlon-AG2R La Mondiale DAT | Decathlon-AG2R La Mondiale DAT |
| ------------------------------ | ------------------------------ | ------------------------------ |
| Nr.                            | Rytter                         | Placering                      |
| 51                             | Edvald Boasson Hagen (NOR)     | 74.                            |
| 52                             | Dries De Bondt (BEL)           | DNF                            |
| 53                             | Sander De Pestel (BEL)         | 49.                            |
| 54                             | Pierre Gautherat (FRA)         | DNF                            |
| 55                             | Oliver Naesen (BEL)            | 16.                            |
| 56                             | Rasmus Søjberg Pedersen (DEN)  | DNF                            |
| 57                             | Damien Touzé (FRA)             | 20.                            |

| Bahrain Victorious TBV | Bahrain Victorious TBV       | Bahrain Victorious TBV |
| ---------------------- | ---------------------------- | ---------------------- |
| Nr.                    | Rytter                       | Placering              |
| 61                     | Matej Mohorič (SLO)          | 79.                    |
| 62                     | Kamil Gradek (POL)           | DNF                    |
| 63                     | Fran Miholjević (CRO)        | DNF                    |
| 64                     | Matevž Govekar (SLO)         | 78.                    |
| 65                     | Andrea Pasqualon (ITA)       | 46.                    |
| 66                     | Fred Wright (GBR) (landevej) | 21.                    |
| 67                     | Alberto Bruttomesso (ITA)    | DNF                    |

| Intermarché-Wanty IWA | Intermarché-Wanty IWA | Intermarché-Wanty IWA |
| --------------------- | --------------------- | --------------------- |
| Nr.                   | Rytter                | Placering             |
| 71                    | Vito Braet (BEL)      | 60.                   |
| 72                    | Biniam Girmay (ERI)   | 122.                  |
| 73                    | Madis Mihkels (EST)   | 14.                   |
| 74                    | Hugo Page (FRA)       | DNF                   |
| 75                    | Adrien Petit (FRA)    | 22.                   |
| 76                    | Mike Teunissen (NED)  | 13.                   |
| 77                    | Gerben Thijssen (BEL) | 65.                   |

| Alpecin-Deceuninck ADC | Alpecin-Deceuninck ADC     | Alpecin-Deceuninck ADC |
| ---------------------- | -------------------------- | ---------------------- |
| Nr.                    | Rytter                     | Placering              |
| 81                     | Jasper Philipsen (BEL)     | 92.                    |
| 82                     | Robbe Ghys (BEL)           | 102.                   |
| 83                     | Søren Kragh Andersen (DEN) | 94.                    |
| 84                     | Timo Kielich (BEL)         | 116.                   |
| 85                     | Senne Leysen (BEL)         | DNF                    |
| 86                     | Juri Hollmann (GER)        | 95.                    |
| 87                     | Edward Planckaert (BEL)    | 117.                   |

| Groupama-FDJ GFC | Groupama-FDJ GFC        | Groupama-FDJ GFC |
| ---------------- | ----------------------- | ---------------- |
| Nr.              | Rytter                  | Placering        |
| 91               | Lewis Askey (GBR)       | DNF              |
| 92               | Sven Erik Bystrøm (NOR) | DNF              |
| 93               | Olivier Le Gac (FRA)    | 77.              |
| 94               | Fabian Lienhard (SUI)   | 40.              |
| 95               | Laurence Pithie (NZL)   | 43.              |
| 96               | Clément Russo (FRA)     | 76.              |
| 97               | Samuel Watson (GBR)     | 91.              |

| UAE Team Emirates UAD | UAE Team Emirates UAD   | UAE Team Emirates UAD |
| --------------------- | ----------------------- | --------------------- |
| Nr.                   | Rytter                  | Placering             |
| 101                   | Tim Wellens (BEL)       | 2.                    |
| 102                   | António Morgado (POR)   | 48.                   |
| 103                   | Álvaro Hodeg (COL)      | DNF                   |
| 104                   | Gibbe Staes (BEL)       | DNF                   |
| 105                   | Nils Politt (GER)       | 26.                   |
| 106                   | Michael Vink (NZL)      | 52.                   |
| 107                   | Filippo Baroncini (ITA) | 31.                   |

| Astana Qazaqstan Team AST | Astana Qazaqstan Team AST | Astana Qazaqstan Team AST |
| ------------------------- | ------------------------- | ------------------------- |
| Nr.                       | Rytter                    | Placering                 |
| 111                       | Cees Bol (NED)            | DNF                       |
| 112                       | Jevgenij Fedorov (KAZ)    | 39.                       |
| 113                       | Samuele Battistella (ITA) | DNF                       |
| 114                       | Max Kanter (GER)          | 23.                       |
| 115                       | Ide Schelling (NED)       | 109.                      |
| 116                       | Rüdiger Selig (GER)       | DNF                       |
| 117                       | Max Walker (GBR)          | 81.                       |

| Team dsm-firmenich PostNL DFP | Team dsm-firmenich PostNL DFP | Team dsm-firmenich PostNL DFP |
| ----------------------------- | ----------------------------- | ----------------------------- |
| Nr.                           | Rytter                        | Placering                     |
| 121                           | John Degenkolb (GER)          | 62.                           |
| 122                           | Pavel Bittner (CZE)           | 103.                          |
| 123                           | Nils Eekhoff (NED)            | 5.                            |
| 124                           | Sean Flynn (GBR)              | DNF                           |
| 125                           | Frank van den Broek (NED)     | 55.                           |
| 126                           | Niklas Märkl (GER)            | 104.                          |
| 127                           | Bram Welten (NED)             | DNF                           |

| Ineos Grenadiers IGD | Ineos Grenadiers IGD   | Ineos Grenadiers IGD |
| -------------------- | ---------------------- | -------------------- |
| Nr.                  | Rytter                 | Placering            |
| 131                  | Connor Swift (GBR)     | 63.                  |
| 132                  | Leo Hayter (GBR)       | DNF                  |
| 133                  | Salvatore Puccio (ITA) | 86.                  |
| 134                  | Luke Rowe (GBR)        | 89.                  |
| 136                  | Ben Turner (GBR)       | 19.                  |
| 137                  | Cameron Wurf (AUS)     | DNF                  |

| Lotto Dstny LTD | Lotto Dstny LTD          | Lotto Dstny LTD |
| --------------- | ------------------------ | --------------- |
| Nr.             | Rytter                   | Placering       |
| 141             | Cedric Beullens (BEL)    | 54.             |
| 142             | Jasper De Buyst (BEL)    | 24.             |
| 143             | Arjen Livyns (BEL)       | 93.             |
| 144             | Alec Segaert (BEL)       | 53.             |
| 145             | Lionel Taminiaux (BEL)   | 8.              |
| 146             | Brent Van Moer (BEL)     | 73.             |
| 147             | Victor Campenaerts (BEL) | 101.            |

| Cofidis COF | Cofidis COF                | Cofidis COF |
| ----------- | -------------------------- | ----------- |
| Nr.         | Rytter                     | Placering   |
| 151         | Axel Zingle (FRA)          | 121.        |
| 152         | Piet Allegaert (BEL)       | DNF         |
| 153         | Nicolas Debeaumarché (FRA) | 97.         |
| 154         | Aimé De Gendt (BEL)        | 51.         |
| 155         | Alexis Gougeard (FRA)      | DNF         |
| 156         | Alexis Renard (FRA)        | DNF         |
| 157         | Nolann Mahoudo (FRA)       | DNF         |

| TotalEnergies TEN | TotalEnergies TEN       | TotalEnergies TEN |
| ----------------- | ----------------------- | ----------------- |
| Nr.               | Rytter                  | Placering         |
| 161               | Lucas Boniface (FRA)    | 115.              |
| 162               | Thomas Bonnet (FRA)     | DNF               |
| 163               | Thomas Gachignard (FRA) | 96.               |
| 164               | Émilien Jeannière (FRA) | 6.                |
| 165               | Jason Tesson (FRA)      | DNF               |
| 166               | Anthony Turgis (FRA)    | 32.               |
| 167               | Dries Van Gestel (BEL)  | 18.               |

| Team Jayco AlUla JAY | Team Jayco AlUla JAY          | Team Jayco AlUla JAY |
| -------------------- | ----------------------------- | -------------------- |
| Nr.                  | Rytter                        | Placering            |
| 171                  | Luke Durbridge (AUS)          | 69.                  |
| 172                  | Amund Grøndahl Jansen (NOR)   | 100.                 |
| 173                  | Christopher Juul-Jensen (DEN) | 99.                  |
| 174                  | Blake Quick (AUS)             | DNF                  |
| 175                  | Campbell Stewart (NZL)        | 67.                  |
| 176                  | Max Walscheid (GER)           | 38.                  |
| 177                  | Lawson Craddock (USA)         | DNF                  |

| Movistar Team MOV | Movistar Team MOV             | Movistar Team MOV |
| ----------------- | ----------------------------- | ----------------- |
| Nr.               | Rytter                        | Placering         |
| 181               | Iván García Cortina (ESP)     | 11.               |
| 182               | Johan Jacobs (SUI)            | 33.               |
| 183               | Oier Lazkano (ESP) (landevej) | 3.                |
| 184               | Manlio Moro (ITA)             | DNF               |
| 185               | Mathias Norsgaard (DEN)       | 45.               |
| 186               | Gonzalo Serrano (ESP)         | 41.               |
| 187               | Albert Torres (ESP)           | DNF               |

| Team Flanders-Baloise TFB | Team Flanders-Baloise TFB | Team Flanders-Baloise TFB |
| ------------------------- | ------------------------- | ------------------------- |
| Nr.                       | Rytter                    | Placering                 |
| 191                       | Kamiel Bonneu (BEL)       | DNF                       |
| 192                       | Lars Craps (BEL)          | 80.                       |
| 193                       | Alex Colman (BEL)         | DNF                       |
| 195                       | Elias Maris (BEL)         | 113.                      |
| 195                       | Jules Hesters (BEL)       | 68.                       |
| 196                       | Dylan Vandenstorme (BEL)  | DNF                       |
| 197                       | Victor Vercouillie (BEL)  | DNF                       |

| Israel-Premier Tech IPT | Israel-Premier Tech IPT | Israel-Premier Tech IPT |
| ----------------------- | ----------------------- | ----------------------- |
| Nr.                     | Rytter                  | Placering               |
| 201                     | Dylan Teuns (BEL)       | 59.                     |
| 202                     | Pier-André Côté (CAN)   | 25.                     |
| 203                     | Hugo Hofstetter (FRA)   | 29.                     |
| 204                     | Krists Neilands (LAT)   | 75.                     |
| 205                     | Riley Pickrell (CAN)    | DNF                     |
| 206                     | Riley Sheehan (USA)     | 37.                     |
| 207                     | Ethan Vernon (GBR)      | DNF                     |

| Uno-X Mobility UXM | Uno-X Mobility UXM          | Uno-X Mobility UXM |
| ------------------ | --------------------------- | ------------------ |
| Nr.                | Rytter                      | Placering          |
| 211                | Alexander Kristoff (NOR)    | 118.               |
| 212                | Jonas Abrahamsen (NOR)      | 120.               |
| 213                | Erik Nordsæter Resell (NOR) | 119.               |
| 214                | William Blume Levy (DEN)    | 70.                |
| 215                | Søren Wærenskjold (NOR)     | 105.               |
| 216                | Louis Bendixen (DEN)        | DNF                |
| 217                | Stian Fredheim (NOR)        | DNF                |

| Bingoal WB BWB | Bingoal WB BWB         | Bingoal WB BWB |
| -------------- | ---------------------- | -------------- |
| Nr.            | Rytter                 | Placering      |
| 221            | Louis Blouwe (BEL)     | DNF            |
| 222            | Ceriel Desal (BEL)     | 35.            |
| 223            | Davide Persico (ITA)   | DNF            |
| 224            | Luca Van Boven (BEL)   | 57.            |
| 225            | Kenneth Van Rooy (BEL) | 30.            |
| 226            | Jelle Vermoote (BEL)   | DNF            |
| 227            | Jens Reynders (BEL)    | 36.            |

| Q36.5 Pro Cycling Team Q36 | Q36.5 Pro Cycling Team Q36         | Q36.5 Pro Cycling Team Q36 |
| -------------------------- | ---------------------------------- | -------------------------- |
| Nr.                        | Rytter                             | Placering                  |
| 231                        | Tom Devriendt (BEL)                | 61.                        |
| 232                        | Tobias Ludvigsson (SWE)            | 42.                        |
| 233                        | Nicolò Parisini (ITA)              | 28.                        |
| 234                        | Szymon Sajnok (POL)                | 34.                        |
| 235                        | Jannik Steimle (GER)               | 108.                       |
| 236                        | Rory Townsend (IRL)                | 90.                        |
| 237                        | Nickolas Zukowsky (CAN) (landevej) | 107.                       |

| Tudor Pro Cycling Team TUD | Tudor Pro Cycling Team TUD | Tudor Pro Cycling Team TUD |
| -------------------------- | -------------------------- | -------------------------- |
| Nr.                        | Rytter                     | Placering                  |
| 241                        | Tom Bohli (SUI)            | DNF                        |
| 242                        | Miká Heming (GER)          | DNF                        |
| 243                        | Robin Froidevaux (SUI)     | 87.                        |
| 244                        | Petr Kelemen (CZE)         | DNF                        |
| 245                        | Alexander Krieger (GER)    | 106.                       |
| 246                        | Marius Mayrhofer (GER)     | 9.                         |
| 247                        | Matteo Trentin (ITA)       | 85.                        |

| Team Visma \| Lease a Bike TVL | Team Visma \| Lease a Bike TVL      | Team Visma \| Lease a Bike TVL |
| ------------------------------ | ----------------------------------- | ------------------------------ |
| Nr.                            | Rytter                              | Placering                      |
| 1                              | Tiesj Benoot (BEL)                  | DNF                            |
| 2                              | Wout van Aert (BEL)                 | 1.                             |
| 3                              | Dylan van Baarle (NED) (landevej)   | 47.                            |
| 4                              | Matteo Jorgenson (USA)              | 66.                            |
| 5                              | Christophe Laporte (FRA) (landevej) | 4.                             |
| 6                              | Jan Tratnik (SLO)                   | 112.                           |
| 7                              | Per Strand Hagenes (NOR)            | 64.                            |

| Soudal Quick-Step SOQ | Soudal Quick-Step SOQ    | Soudal Quick-Step SOQ |
| --------------------- | ------------------------ | --------------------- |
| Nr.                   | Rytter                   | Placering             |
| 11                    | Julian Alaphilippe (FRA) | 111.                  |
| 12                    | Kasper Asgreen (DEN)     | 88.                   |
| 13                    | Josef Černý (CZE)        | DNF                   |
| 14                    | Yves Lampaert (BEL)      | 27.                   |
| 15                    | Luke Lamperti (USA)      | 7.                    |
| 16                    | Casper Pedersen (DEN)    | 58.                   |
| 17                    | Martin Svrček (SVK)      | DNF                   |

| Lidl-Trek LTK | Lidl-Trek LTK                  | Lidl-Trek LTK |
| ------------- | ------------------------------ | ------------- |
| Nr.           | Rytter                         | Placering     |
| 21            | Jasper Stuyven (BEL)           | 10.           |
| 22            | Daan Hoole (NED)               | DNF           |
| 23            | Alex Kirsch (LUX) (landevej)   | 15.           |
| 24            | Toms Skujiņš (LAT)             | 17.           |
| 25            | Jonathan Milan (ITA)           | DNS           |
| 26            | Edward Theuns (BEL)            | DNF           |
| 27            | Mathias Vacek (CZE) (landevej) | 110.          |

| Bora-Hansgrohe BOH | Bora-Hansgrohe BOH     | Bora-Hansgrohe BOH |
| ------------------ | ---------------------- | ------------------ |
| Nr.                | Rytter                 | Placering          |
| 31                 | Bob Jungels (LUX)      | 98.                |
| 32                 | Marco Haller (AUT)     | 72.                |
| 33                 | Emil Herzog (GER)      | DNF                |
| 34                 | Jonas Koch (GER)       | 71.                |
| 35                 | Luis-Joe Lührs (GER)   | DNF                |
| 36                 | Jordi Meeus (BEL)      | 12.                |
| 37                 | Cesare Benedetti (POL) | 82.                |

| Arkéa-B&B Hotels ARK | Arkéa-B&B Hotels ARK  | Arkéa-B&B Hotels ARK |
| -------------------- | --------------------- | -------------------- |
| Nr.                  | Rytter                | Placering            |
| 41                   | Arnaud Démare (FRA)   | 44.                  |
| 42                   | Luca Mozzato (ITA)    | 84.                  |
| 43                   | Mathis Le Berre (FRA) | 114.                 |
| 44                   | Donavan Grondin (FRA) | 83.                  |
| 45                   | Łukasz Owsian (POL)   | 50.                  |
| 46                   | Alan Riou (FRA)       | DNF                  |
| 47                   | Miles Scotson (AUS)   | 56.                  |

| Decathlon-AG2R La Mondiale DAT | Decathlon-AG2R La Mondiale DAT | Decathlon-AG2R La Mondiale DAT |
| ------------------------------ | ------------------------------ | ------------------------------ |
| Nr.                            | Rytter                         | Placering                      |
| 51                             | Edvald Boasson Hagen (NOR)     | 74.                            |
| 52                             | Dries De Bondt (BEL)           | DNF                            |
| 53                             | Sander De Pestel (BEL)         | 49.                            |
| 54                             | Pierre Gautherat (FRA)         | DNF                            |
| 55                             | Oliver Naesen (BEL)            | 16.                            |
| 56                             | Rasmus Søjberg Pedersen (DEN)  | DNF                            |
| 57                             | Damien Touzé (FRA)             | 20.                            |

| Bahrain Victorious TBV | Bahrain Victorious TBV       | Bahrain Victorious TBV |
| ---------------------- | ---------------------------- | ---------------------- |
| Nr.                    | Rytter                       | Placering              |
| 61                     | Matej Mohorič (SLO)          | 79.                    |
| 62                     | Kamil Gradek (POL)           | DNF                    |
| 63                     | Fran Miholjević (CRO)        | DNF                    |
| 64                     | Matevž Govekar (SLO)         | 78.                    |
| 65                     | Andrea Pasqualon (ITA)       | 46.                    |
| 66                     | Fred Wright (GBR) (landevej) | 21.                    |
| 67                     | Alberto Bruttomesso (ITA)    | DNF                    |

| Intermarché-Wanty IWA | Intermarché-Wanty IWA | Intermarché-Wanty IWA |
| --------------------- | --------------------- | --------------------- |
| Nr.                   | Rytter                | Placering             |
| 71                    | Vito Braet (BEL)      | 60.                   |
| 72                    | Biniam Girmay (ERI)   | 122.                  |
| 73                    | Madis Mihkels (EST)   | 14.                   |
| 74                    | Hugo Page (FRA)       | DNF                   |
| 75                    | Adrien Petit (FRA)    | 22.                   |
| 76                    | Mike Teunissen (NED)  | 13.                   |
| 77                    | Gerben Thijssen (BEL) | 65.                   |

| Alpecin-Deceuninck ADC | Alpecin-Deceuninck ADC     | Alpecin-Deceuninck ADC |
| ---------------------- | -------------------------- | ---------------------- |
| Nr.                    | Rytter                     | Placering              |
| 81                     | Jasper Philipsen (BEL)     | 92.                    |
| 82                     | Robbe Ghys (BEL)           | 102.                   |
| 83                     | Søren Kragh Andersen (DEN) | 94.                    |
| 84                     | Timo Kielich (BEL)         | 116.                   |
| 85                     | Senne Leysen (BEL)         | DNF                    |
| 86                     | Juri Hollmann (GER)        | 95.                    |
| 87                     | Edward Planckaert (BEL)    | 117.                   |

| Groupama-FDJ GFC | Groupama-FDJ GFC        | Groupama-FDJ GFC |
| ---------------- | ----------------------- | ---------------- |
| Nr.              | Rytter                  | Placering        |
| 91               | Lewis Askey (GBR)       | DNF              |
| 92               | Sven Erik Bystrøm (NOR) | DNF              |
| 93               | Olivier Le Gac (FRA)    | 77.              |
| 94               | Fabian Lienhard (SUI)   | 40.              |
| 95               | Laurence Pithie (NZL)   | 43.              |
| 96               | Clément Russo (FRA)     | 76.              |
| 97               | Samuel Watson (GBR)     | 91.              |

| UAE Team Emirates UAD | UAE Team Emirates UAD   | UAE Team Emirates UAD |
| --------------------- | ----------------------- | --------------------- |
| Nr.                   | Rytter                  | Placering             |
| 101                   | Tim Wellens (BEL)       | 2.                    |
| 102                   | António Morgado (POR)   | 48.                   |
| 103                   | Álvaro Hodeg (COL)      | DNF                   |
| 104                   | Gibbe Staes (BEL)       | DNF                   |
| 105                   | Nils Politt (GER)       | 26.                   |
| 106                   | Michael Vink (NZL)      | 52.                   |
| 107                   | Filippo Baroncini (ITA) | 31.                   |

| Astana Qazaqstan Team AST | Astana Qazaqstan Team AST | Astana Qazaqstan Team AST |
| ------------------------- | ------------------------- | ------------------------- |
| Nr.                       | Rytter                    | Placering                 |
| 111                       | Cees Bol (NED)            | DNF                       |
| 112                       | Jevgenij Fedorov (KAZ)    | 39.                       |
| 113                       | Samuele Battistella (ITA) | DNF                       |
| 114                       | Max Kanter (GER)          | 23.                       |
| 115                       | Ide Schelling (NED)       | 109.                      |
| 116                       | Rüdiger Selig (GER)       | DNF                       |
| 117                       | Max Walker (GBR)          | 81.                       |

| Team dsm-firmenich PostNL DFP | Team dsm-firmenich PostNL DFP | Team dsm-firmenich PostNL DFP |
| ----------------------------- | ----------------------------- | ----------------------------- |
| Nr.                           | Rytter                        | Placering                     |
| 121                           | John Degenkolb (GER)          | 62.                           |
| 122                           | Pavel Bittner (CZE)           | 103.                          |
| 123                           | Nils Eekhoff (NED)            | 5.                            |
| 124                           | Sean Flynn (GBR)              | DNF                           |
| 125                           | Frank van den Broek (NED)     | 55.                           |
| 126                           | Niklas Märkl (GER)            | 104.                          |
| 127                           | Bram Welten (NED)             | DNF                           |

| Ineos Grenadiers IGD | Ineos Grenadiers IGD   | Ineos Grenadiers IGD |
| -------------------- | ---------------------- | -------------------- |
| Nr.                  | Rytter                 | Placering            |
| 131                  | Connor Swift (GBR)     | 63.                  |
| 132                  | Leo Hayter (GBR)       | DNF                  |
| 133                  | Salvatore Puccio (ITA) | 86.                  |
| 134                  | Luke Rowe (GBR)        | 89.                  |
| 136                  | Ben Turner (GBR)       | 19.                  |
| 137                  | Cameron Wurf (AUS)     | DNF                  |

| Lotto Dstny LTD | Lotto Dstny LTD          | Lotto Dstny LTD |
| --------------- | ------------------------ | --------------- |
| Nr.             | Rytter                   | Placering       |
| 141             | Cedric Beullens (BEL)    | 54.             |
| 142             | Jasper De Buyst (BEL)    | 24.             |
| 143             | Arjen Livyns (BEL)       | 93.             |
| 144             | Alec Segaert (BEL)       | 53.             |
| 145             | Lionel Taminiaux (BEL)   | 8.              |
| 146             | Brent Van Moer (BEL)     | 73.             |
| 147             | Victor Campenaerts (BEL) | 101.            |

| Cofidis COF | Cofidis COF                | Cofidis COF |
| ----------- | -------------------------- | ----------- |
| Nr.         | Rytter                     | Placering   |
| 151         | Axel Zingle (FRA)          | 121.        |
| 152         | Piet Allegaert (BEL)       | DNF         |
| 153         | Nicolas Debeaumarché (FRA) | 97.         |
| 154         | Aimé De Gendt (BEL)        | 51.         |
| 155         | Alexis Gougeard (FRA)      | DNF         |
| 156         | Alexis Renard (FRA)        | DNF         |
| 157         | Nolann Mahoudo (FRA)       | DNF         |

| TotalEnergies TEN | TotalEnergies TEN       | TotalEnergies TEN |
| ----------------- | ----------------------- | ----------------- |
| Nr.               | Rytter                  | Placering         |
| 161               | Lucas Boniface (FRA)    | 115.              |
| 162               | Thomas Bonnet (FRA)     | DNF               |
| 163               | Thomas Gachignard (FRA) | 96.               |
| 164               | Émilien Jeannière (FRA) | 6.                |
| 165               | Jason Tesson (FRA)      | DNF               |
| 166               | Anthony Turgis (FRA)    | 32.               |
| 167               | Dries Van Gestel (BEL)  | 18.               |

| Team Jayco AlUla JAY | Team Jayco AlUla JAY          | Team Jayco AlUla JAY |
| -------------------- | ----------------------------- | -------------------- |
| Nr.                  | Rytter                        | Placering            |
| 171                  | Luke Durbridge (AUS)          | 69.                  |
| 172                  | Amund Grøndahl Jansen (NOR)   | 100.                 |
| 173                  | Christopher Juul-Jensen (DEN) | 99.                  |
| 174                  | Blake Quick (AUS)             | DNF                  |
| 175                  | Campbell Stewart (NZL)        | 67.                  |
| 176                  | Max Walscheid (GER)           | 38.                  |
| 177                  | Lawson Craddock (USA)         | DNF                  |

| Movistar Team MOV | Movistar Team MOV             | Movistar Team MOV |
| ----------------- | ----------------------------- | ----------------- |
| Nr.               | Rytter                        | Placering         |
| 181               | Iván García Cortina (ESP)     | 11.               |
| 182               | Johan Jacobs (SUI)            | 33.               |
| 183               | Oier Lazkano (ESP) (landevej) | 3.                |
| 184               | Manlio Moro (ITA)             | DNF               |
| 185               | Mathias Norsgaard (DEN)       | 45.               |
| 186               | Gonzalo Serrano (ESP)         | 41.               |
| 187               | Albert Torres (ESP)           | DNF               |

| Team Flanders-Baloise TFB | Team Flanders-Baloise TFB | Team Flanders-Baloise TFB |
| ------------------------- | ------------------------- | ------------------------- |
| Nr.                       | Rytter                    | Placering                 |
| 191                       | Kamiel Bonneu (BEL)       | DNF                       |
| 192                       | Lars Craps (BEL)          | 80.                       |
| 193                       | Alex Colman (BEL)         | DNF                       |
| 195                       | Elias Maris (BEL)         | 113.                      |
| 195                       | Jules Hesters (BEL)       | 68.                       |
| 196                       | Dylan Vandenstorme (BEL)  | DNF                       |
| 197                       | Victor Vercouillie (BEL)  | DNF                       |

| Israel-Premier Tech IPT | Israel-Premier Tech IPT | Israel-Premier Tech IPT |
| ----------------------- | ----------------------- | ----------------------- |
| Nr.                     | Rytter                  | Placering               |
| 201                     | Dylan Teuns (BEL)       | 59.                     |
| 202                     | Pier-André Côté (CAN)   | 25.                     |
| 203                     | Hugo Hofstetter (FRA)   | 29.                     |
| 204                     | Krists Neilands (LAT)   | 75.                     |
| 205                     | Riley Pickrell (CAN)    | DNF                     |
| 206                     | Riley Sheehan (USA)     | 37.                     |
| 207                     | Ethan Vernon (GBR)      | DNF                     |

| Uno-X Mobility UXM | Uno-X Mobility UXM          | Uno-X Mobility UXM |
| ------------------ | --------------------------- | ------------------ |
| Nr.                | Rytter                      | Placering          |
| 211                | Alexander Kristoff (NOR)    | 118.               |
| 212                | Jonas Abrahamsen (NOR)      | 120.               |
| 213                | Erik Nordsæter Resell (NOR) | 119.               |
| 214                | William Blume Levy (DEN)    | 70.                |
| 215                | Søren Wærenskjold (NOR)     | 105.               |
| 216                | Louis Bendixen (DEN)        | DNF                |
| 217                | Stian Fredheim (NOR)        | DNF                |

| Bingoal WB BWB | Bingoal WB BWB         | Bingoal WB BWB |
| -------------- | ---------------------- | -------------- |
| Nr.            | Rytter                 | Placering      |
| 221            | Louis Blouwe (BEL)     | DNF            |
| 222            | Ceriel Desal (BEL)     | 35.            |
| 223            | Davide Persico (ITA)   | DNF            |
| 224            | Luca Van Boven (BEL)   | 57.            |
| 225            | Kenneth Van Rooy (BEL) | 30.            |
| 226            | Jelle Vermoote (BEL)   | DNF            |
| 227            | Jens Reynders (BEL)    | 36.            |

| Q36.5 Pro Cycling Team Q36 | Q36.5 Pro Cycling Team Q36         | Q36.5 Pro Cycling Team Q36 |
| -------------------------- | ---------------------------------- | -------------------------- |
| Nr.                        | Rytter                             | Placering                  |
| 231                        | Tom Devriendt (BEL)                | 61.                        |
| 232                        | Tobias Ludvigsson (SWE)            | 42.                        |
| 233                        | Nicolò Parisini (ITA)              | 28.                        |
| 234                        | Szymon Sajnok (POL)                | 34.                        |
| 235                        | Jannik Steimle (GER)               | 108.                       |
| 236                        | Rory Townsend (IRL)                | 90.                        |
| 237                        | Nickolas Zukowsky (CAN) (landevej) | 107.                       |

| Tudor Pro Cycling Team TUD | Tudor Pro Cycling Team TUD | Tudor Pro Cycling Team TUD |
| -------------------------- | -------------------------- | -------------------------- |
| Nr.                        | Rytter                     | Placering                  |
| 241                        | Tom Bohli (SUI)            | DNF                        |
| 242                        | Miká Heming (GER)          | DNF                        |
| 243                        | Robin Froidevaux (SUI)     | 87.                        |
| 244                        | Petr Kelemen (CZE)         | DNF                        |
| 245                        | Alexander Krieger (GER)    | 106.                       |
| 246                        | Marius Mayrhofer (GER)     | 9.                         |
| 247                        | Matteo Trentin (ITA)       | 85.                        |